# Corea del Sur en los Juegos Olímpicos de Innsbruck 1964
Corea del Sur estuvo representada en los Juegos Olímpicos de Innsbruck 1964 por siete deportistas, cinco hombres y dos mujeres, que compitieron en tres deportes.
El equipo olímpico surcoreano no obtuvo ninguna medalla en estos Juegos.